# La Force noire
Ne doit pas être confondu avec Énergie noire.
La Force noire est un essai de Charles Mangin, alors lieutenant-colonel dans l'armée française, publié en 1910.

## Résumé
La Force noire est un essai formé de quatre livres distincts, le premier livre concerne le dépeuplement de la France, le second livre s'intéresse aux forces noires dans l'histoire, le troisième livre se focalise sur les tirailleurs sénégalais. Quant au quatrième livre, il présente l'organisation de la force noire.

### LivreI: Le dépeuplement de la France
Mangin compare dans les premiers chapitres de son livre les variations de populations dans les grands pays européens et les évolutions des naissances. Il constate que la natalité française est en baisse et propose des solutions volontaristes pour la stimuler par des lois favorisant financièrement les familles nombreuses.
Il s'intéresse ensuite aux effets de cette baisse de natalité sur l'armée française. Il constate que l'armée aura un déficit humain notamment dans l'infanterie d'environ 80 000 hommes dans les années suivantes du fait du développement de nouvelles armes comme l'artillerie ou l'aéronautique. Il propose alors l'emploi des troupes coloniales issues de l'Afrique noire, dites « Force noire » (principalement des tirailleurs sénégalais) pour compenser ce manque d'effectif.

### LivreII: La force noire dans l'histoire
Dans les chapitres de ce livre, Mangin décrit l'emploi de la force noire au cours de l'histoire dans différents empires antiques, puis au Maroc et plus récemment dans les armées contemporaines européennes.

### LivreIII: Les Sénégalais
Dans ce livre, Mangin décrit les actions des troupes sénégalaises lors de la colonisation de l'Afrique par la France, comme la conquête de Madagascar, puis lors des opérations de « pacification » dans les différents territoires colonisés. Il finit ce livre en mettant en avant les qualités martiales des tirailleurs sénégalais.

### LivreIV: L'organisation
Dans cette dernière partie, Mangin présente les ressources humaines disponibles et l'organisation nécessaire à la formation de cette nouvelle troupe et son emploi. Il considère que très rapidement la force noire pourra être envoyée en France compléter les forces armées métropolitaines en cas de conflit majeur.
Un dernier chapitre est consacré aux différentes objections sur l'emploi de cette force noire.